# 赫希維爾 (北達科他州)
赫希維爾（英語：Hirschville）是位於美國北達科他州鄧恩縣的非建制地區。

## 歷史
赫希維爾的郵局於1911年設立，其後於1920年停運。

## 地理
赫希維爾所處的海拔為高於海平面647米（即2123英呎），而該地所採用的時區為UTC-7，即北美山地时区（MST）。同時該地設有夏令時間，為UTC-7調快一小時，即UTC-6（MDT）。